# Nordstaat
Als Nordstaat wird ein im Zuge einer möglichen Neugliederung der deutschen Länder entstehendes Land bezeichnet, dessen Name von der Variante der möglichen Zusammenschlüsse abhängt. Die Schaffung eines Nordstaates (Norddeutscher Staat) ist schon seit dem Ende des Zweiten Weltkriegs regelmäßig Gegenstand von Diskussionen in Politik und Wirtschaftsverbänden. Der erste Politiker, der noch in den 1940er Jahren einen Nordstaat ins Gespräch brachte, war der damalige Ministerpräsident von Schleswig-Holstein, Hermann Lüdemann. Seine Idee, Schleswig-Holstein mit Hamburg und elbnahen Gemeinden südlich der Elbe zu einem Bundesland Unterelbe zu vereinigen, stieß auch in seiner eigenen Partei, der SPD, auf starken Widerstand.

## Varianten eines möglichen Staatsgebietes
Vier Varianten werden diskutiert (Nordstaat: grün, Nordoststaat: rot, Nordweststaat: hellgrün)
| Fusion mit fünf Ländern | Der Zusammenschluss der fünf Länder Schleswig-Holstein, Hamburg, Mecklenburg-Vorpommern, Niedersachsen und Bremen zu einem gemeinsamen norddeutschen Land. Brandenburg und Berlin bilden ein gemeinsames Land, zu dem gelegentlich auch der Landesteil Vorpommern von Mecklenburg-Vorpommern als ehemals preußisches Gebiet und die nördlichen Teile Sachsen-Anhalts gerechnet werden.      |
| Fusion mit vier Ländern | Der Zusammenschluss der vier Länder Schleswig-Holstein, Hamburg, Niedersachsen und Bremen zu einem gemeinsamen Nordweststaat; Mecklenburg-Vorpommern als Teil eines Nordoststaats mit Berlin-Brandenburg. |
| Fusion mit drei Ländern | Der Zusammenschluss der drei Länder Schleswig-Holstein, Hamburg und Mecklenburg-Vorpommern zu einem Nordstaat. Niedersachsen und Bremen zu einem Nordweststaat. Brandenburg und Berlin bilden ein gemeinsames Land, zu dem gelegentlich auch der Landesteil Vorpommern von Mecklenburg-Vorpommern als ehemals preußisches Gebiet und die nördlichen Teile Sachsen-Anhalts gerechnet werden. |
| Fusion mit zwei Ländern | Der Zusammenschluss der zwei Länder Schleswig-Holstein und Hamburg zu einem Nordstaat (meist als Nordelbien bezeichnet). Niedersachsen und Bremen zu einem Nordweststaat. Mecklenburg-Vorpommern als Teil eines Nordoststaats mit Berlin-Brandenburg. |

Zu diesen Fusionsvarianten gibt es noch eine Reihe von Vorschlägen für Grenzkorrekturen.

## Zielsetzungen und Motive
Ziel der Zusammenlegung sind Kosteneinsparungen und eine damit verbundene Erhöhung der Effizienz in Politik und Verwaltung, aber auch eine Verringerung von Dauerwahlkämpfen. Mit einem wirtschaftlichen Gesamtraum ließen sich Verhandlungen leichter führen und die Position im internationalen Umfeld stärken (z. B. Kompetenzcluster erneuerbare Energien, Schiffbau, Biotechnologie, Verkehr). Hamburg würde eine Milderung der Stadt/Umland-Problematik erfahren und könnte Verhandlungen (z. B. für den Wohnungsbau) mit den angrenzenden Kommunen führen. Zudem werden norddeutsche kulturelle Gemeinsamkeiten betont (Nord-/Ostsee, Friesland, Hanse, Niederdeutsche Sprache, Backsteingotik etc.). Auch auf die gemeinsame Historie wird hingewiesen, im Hinblick auf die Hanse, das Stammesherzogtum Sachsen, den Niedersächsischen Reichskreis und den Norddeutschen Bund.
Ein weiterer wichtiger Aspekt lässt sich im Transparenzgedanken finden. Die vielfältigen Bestimmungen des horizontalen und vertikalen Länderfinanzausgleichs, ebenso wie die Einbeziehung unterschiedlicher Verhandlungsebenen, erschweren die Nachvollziehbarkeit und Überprüfbarkeit von politischen Prozessen für den Bürger.

## Nachteile und Kritik
Gegner eines Zusammenschlusses führen den Verlust kultureller Identität und eine geringere politische Einflussnahme als Argumente an.
Neben den traditionellen Gemeinsamkeiten der norddeutschen Länder blicken diese zudem teilweise auf eine eigene, lange unabhängige Geschichte zurück. Der Name eines zusammengelegten Staates könnte kaum einfach aus einer Zusammenfügung der bisherigen Namen bestehen und bestimmte oder alle historischen Gebiete verlören ihre Vertretung im Landesnamen. Die historische Künstlichkeit des Staates träte bis zur Bildung einer neuen Identität klar zutage.
Auch die Frage des Sitzes der Landesregierung und ihrer Behörden, ihrer Hoheitszeichen, der Angleichung der Landesgesetze und Verordnungen (Beispiel Schulpolitik: unterschiedliche Schulformen in den jeweiligen Ländern) und die Neuregelung der steuerlichen Einnahmen auch in Bezug auf den Länderfinanzausgleich wären nur schwer zu klären. So hätten bei einer Fusion von Bremen und Niedersachsen diese Länder pro Jahr 500 Millionen Euro weniger Einnahmen zu erwarten, dem eine Kosteneinsparung in der Verwaltung von vielleicht nur 50 bis 80 Millionen Euro gegenüberstünde.
Ebenso müsste im Falle einer Fusion über eine Neuregelung des schleswig-holsteinischen Minderheitenschutzes nachgedacht werden.

### Politische Nachteile
Das entscheidende Problem von Politik und Parteien im Hinblick auf eine Neuordnung ergibt sich aus den Bevölkerungszahlen der neu geschaffenen Länder. Nach Art. 51 Abs. 2 GG hat jedes Land im Bundesrat mindestens drei Stimmen, ab zwei Millionen Einwohner vier Stimmen, ab sechs Millionen Einwohner fünf Stimmen und ab sieben Millionen Einwohner die Höchststimmzahl von sechs Stimmen. Die kleinen Länder werden also in der Gewichtung der Stimmen begünstigt und sind, solange der Bundesrat in der Machtbalance auf Bundesebene noch die erhebliche Bedeutung hat, für die jeweilige Stimmrechtsmehrheit im Bundesrat oftmals ausschlaggebend, insbesondere wenn diese politisch nicht mit der des Bundestages übereinstimmt. Derzeit hat Hamburg drei und Schleswig-Holstein vier Stimmen. Bei einem Zusammenschluss wären es nur noch vier, also eine Schwächung der norddeutschen Positionen im Bundesrat um drei Stimmen, die Stimmkraft im Bundesrat pro Einwohner würde sich in etwa halbieren. Daraus könnte man schließen, dass die Ausgestaltung des Art. 51 Abs. 2 GG einer Neuordnung des Bundesgebietes in Norddeutschland, wie auch im Fall von Berlin-Brandenburg und bei der Frage nach der Existenzberechtigung des Saarlandes entgegensteht und damit Machtbalancen der deutschen Parteiendemokratie sichert. Insofern werden nur zwingende wirtschaftliche Einsparungen im Bereich von Politik und Verwaltung und der erkennbare Wille der Bevölkerung den Weg zu einem Nordstaat ebnen, eventuell unter erneuter Änderung der Stimmrechtsverhältnisse im Bundesrat.

### Verlagerung von Einfluss
In einem (dann ehemaligen) Stadtstaat wie Hamburg würde zunehmend die traditioneller eingestellte Bevölkerung aus suburbanen oder ländlichen Gebieten mit über städtische Belange entscheiden, die sie im Alltag aber selbst kaum direkt betreffen würden, wohl aber die (tendenziell liberaler eingestellten) Großstadtbewohner. Aus der Perspektive der Landbevölkerung hingegen würden aber auch die Großstädter etwa aus dem jetzigen Stadtstaat Hamburg stärker als jetzt über ihre Angelegenheiten mitbestimmen, politische Stimmgewichte würden sich verschieben.

## Zusammenschluss Hamburg/Schleswig-Holstein
Bereits nach dem Zweiten Weltkrieg bestanden seitens des Kieler Ministerpräsidenten Hermann Lüdemann konkrete Vorschläge für einen gemeinsamen Staat, der jedoch aus unterschiedlichen Bereichen auf Ablehnung stieß. Aus Hamburgs Sicht war damals der Wiederaufbau des für die Nation wichtigen Hafens die vordringliche Aufgabe der Hansestadt. Die Bündelung der Kräfte auf diese Aufgabe und die Wahrung der Selbständigkeit waren zu sehr in der Tradition der Stadt verankert. Die Rolle einer Hauptstadt mit der Verwaltung eines vorwiegend als Agrarland völlig anders strukturierten Flächenstaates wollte man nicht übernehmen.
Die Diskussion über einen Zusammenschluss wurde jedoch in den folgenden Jahrzehnten immer wieder, mal mehr oder weniger, geführt. Faktisch setzte sich dabei der Entschluss durch, statt einer gemeinsamen Fusion, Wege der Zusammenarbeit in Form von Kooperationen auf verschiedenen Gebieten zu finden. Diese Kooperation bestehen aus gemeinsamen Einrichtungen, wie dem Statistischen Landesamt oder dem Hanse-Office, auch wird das mögliche Entstehen eines nordelbischen Bundeslandes durch die Entwicklung der europäischen Metropolregion Hamburg gefördert. Vorbereitend wird politisch der Zusammenschluss mehrerer schleswig-holsteinischer Landkreise im Hamburger Speckgürtel auf Kreisebene diskutiert. Politisch annähernd realistisch erscheint derzeit in Norddeutschland ohnehin nur der bilaterale Zusammenschluss von Hamburg und Schleswig-Holstein zu einem neuen Land. Ein solches Land hätte eine Fläche von 16.518,34 km² (in der Rangfolge der Länder Platz 11 vor Thüringen) und ca. 4.558.000 Einwohner (in der Rangfolge Platz 6 vor Sachsen), die sich hauptsächlich im Süden des Landes konzentrieren. Als mögliche Landeshauptstadt wird in der aktuellen Diskussion neben Hamburg und Kiel auch Lübeck genannt. Problematisch dürfte dabei jedoch die Zustimmung der Bevölkerung sein. So müsste Hamburg seine lang bewahrte Eigenständigkeit aufgeben, welche die Stadt auch gegenüber Holstein/Dänemark erlangt hatte (s. Gottorper Vergleich). Auch die Einnahmen der beiden Länder aus dem Länderfinanzausgleich würden nach bisherigen Prüfungen etwa eine Milliarde Euro geringer ausfallen.

## Diskussion seit 2005
Im Februar 2005 regte Hamburgs Bürgermeister Ole von Beust eine Zusammenlegung der Länder Hamburg, Mecklenburg-Vorpommern und Schleswig-Holstein binnen zwölf Jahren an. Schleswig-Holsteins Ministerpräsident Peter Harry Carstensen teilte in der Presse die Auffassung, dass ein Nordstaat die Zukunft sei, wies aber darauf hin, dass dies wohl „eine Aufgabe für die nächste Generation“ sei. Auch der bis Mai 2005 amtierende schleswig-holsteinische Wirtschaftsminister Bernd Rohwer hatte sich mehrfach für den Zusammenschluss Hamburgs und Schleswig-Holsteins zu einem Nordverbund ausgesprochen. Ein solcher Zusammenschluss wird vor allem in der sogenannten Kiel Region von Schleswig-Holstein kritisch gesehen. Im Oktober 2005 erwartete Ole von Beust Nordelbien innerhalb der nächsten 15 Jahre, hielt aber eine große Lösung unter Einbeziehung Niedersachsens für „unregierbar“. Niedersachsens Ministerpräsident Christian Wulff hielt sich zu diesem Thema bedeckt, die Freie Hansestadt Bremen beharrt traditionell auf ihre Eigenständigkeit.
Der damalige Ministerpräsident von Mecklenburg-Vorpommern, Harald Ringstorff, sprach sich im Frühjahr 2006 für eine verstärkte Kooperation mit Hamburg und Schleswig-Holstein aus, sah für eine Fusion jedoch zu dieser Zeit keine politischen Mehrheiten. Der brandenburgische Ministerpräsident Matthias Platzeck befürwortete dagegen einen Nordoststaat bestehend aus Berlin, Brandenburg, Mecklenburg-Vorpommern und Teilen Sachsen-Anhalts.
Zudem bleibt die Frage nach der Ernsthaftigkeit, mit der das Ziel eines Nordstaates verfolgt wird. So hatte Schleswig-Holsteins Ministerpräsident Peter Harry Carstensen in Hamburg noch sehr positiv vom Nordstaat gesprochen, ruderte jedoch im Landtag zurück und wollte lediglich eine Marschroute für eine gemeinsame Wirtschafts-, Verwaltungs- und Wissensregion festlegen.
Zum Thema Nordstaat äußerte Bremens Bürgermeister Jens Böhrnsen im April 2009, dass er diese Debatte für überflüssig halte und der deutsche Föderalismus mit kleinen und großen Ländern so gewollt und ein kostbares Gut sei, die Dinge regional zu regeln, was ein besseres Verhältnis der Menschen zum Staat ermögliche. Zudem sah er nicht, wie größere Länder Finanzprobleme besser lösen können sollten, zumal die dann geringeren Mittel aus dem Länderfinanzausgleich nicht durch mögliche Kosteneinsparungen in der Verwaltung ausgeglichen werden könnten.
Im Verhältnis zwischen Bremen und Niedersachsen kam es in der Vergangenheit immer wieder zu Irritationen, die häufig auf von Bremer Seite als ungünstig empfundenen Aspekten der Raumordnungs- und Wirtschaftsplanung niedersächsischer Umlandkommunen basierten, durch die große Gewerbegebiete in Konkurrenz zur Bremer Wirtschaft entstanden. Im Gegenzug werden von niedersächsischer Seite häufig sogenannte „Bremer Alleingänge“ in der Infrastrukturplanung kritisiert. Insofern ist das bremisch-niedersächsische Verhältnis von weitaus größeren Dissonanzen geprägt als beispielsweise das zwischen Hamburg und Schleswig-Holstein.

## Wahrscheinlichkeiten
Die Verhandlungslehre zeigt, dass multilaterale Einigungen weitaus schwerer zu erreichen sind als bilaterale. Daher ist die gleichzeitige Vereinigung von mehr als zwei Ländern nach deren Gesetzen als äußerst problematischer politischer Willensbildungsprozess einzustufen und dementsprechend unwahrscheinlich. Wahrscheinlicher ist daher zunächst der Zusammenschluss von jeweils zwei Ländern denkbar, also Hamburg und Schleswig-Holstein einerseits und Niedersachsen und Bremen andererseits. Vom Verlauf der jeweiligen Integrationsprozesse würde es abhängen, ob sich diese beiden neuen Einheiten weiter annähern. Eine Einbeziehung von Mecklenburg-Vorpommern ist in der Diskussion derzeit nicht ansatzweise absehbar, sondern reiner „grüner Tisch“ im Sinne von Generalstabsplanungen des 19. Jahrhunderts. Mecklenburg-Vorpommern selbst ist ein Kunststaat, der Landesteil Mecklenburg tendiert historisch stärker zu Hamburg und Schleswig-Holstein, während Vorpommern als ehemalige preußische Provinz Pommern vor dem Krieg von Stettin regiert wurde, daher mehr in der Tradition Brandenburgs steht und sich Nordostdeutschland zugehörig fühlt.

## Andere Neugliederungen
Seit der Fusion von Baden, Württemberg-Baden und Württemberg-Hohenzollern (zu Baden-Württemberg) im Jahre 1952 hat (abgesehen von kleineren Grenzkorrekturen wie der Umgliederung des Amtes Neuhaus von Mecklenburg-Vorpommern nach Niedersachsen 1993) keine Neugliederung mehr stattgefunden. 1996 scheiterte die geplante Vereinigung von Berlin und Brandenburg zu einem Land Berlin-Brandenburg in einer Volksabstimmung, das Thema ist aber immer noch in der Diskussion. Außerdem wird von einigen Politikern der Länder Sachsen, Sachsen-Anhalt und Thüringen ein Zusammenschluss zum Land Mitteldeutschland diskutiert. Auch eine Fusion des Saarlandes mit Rheinland-Pfalz zum Bundesland Rheinland-Saarpfalz wurde mehrfach gefordert.